# Мадам Рояль
Мадам Рояль, или Мадам Руаяль (фр. Madame Royale) — почётное титулование при Старом Порядке во Франции, обычно используемое для старшей живущей незамужней дочери правящего французского монарха.

## История
Титул аналогичен титулу Месье, который обычно использовался вторым сыном короля. Так же, как Гастон, герцог Орлеанский (1608—1660), второй сын короля Франции Генриха IV (1553—1610), был известен как Месье, Елизавета (Изабелла) Французская (1602—1644), старшая дочь Генриха, была до замужества с королём Испании Филиппом IV (1605—1665) более известна как Мадам Рояль. После смерти Елизаветы этот титул носила её младшая сестра Кристина Французская (1606—1663) до своего замужества с Виктором Амадеем I, герцогом Савойским (1587—1637).
Самым известным обладателем этого почётного звания была старшая дочь короля Франции Людовика XVI, Мария Тереза Французская (1778—1851), единственная из его детей, пережившая Французскую революцию. Позднее она вышла замуж за своего двоюродного брата Луи-Антуана, герцога Ангулемского (1775—1844) и сыграла заметную роль во времена Реставрации Бурбонов.
Титулование Мадам Рояль не регламентировалось никаким другим законом, кроме этикета. Однако это простое титулование считалось более желательным, чем официальное формальное обращение Son Altesse Royale («Ваше Королевское Высочество») в разговоре.
Это титулование обычно сохранялось до смерти отца-короля или до замужества принцессы.
Эквивалентный титул в Великобритании — Королевская принцесса. Он возник, когда королева Генриетта Мария Французская (1609—1669), ещё одна дочь французского короля Генриха IV и жена английского короля Карла I (1600—1649), захотела подражать в королевстве Англии тому, как называли старшую дочь суверена во Франции, которая носила титул Мадам Рояль.
В Савойе старшая сестра Генриетты Марии, Кристина Французская, стала известна как Мадам Реале (итал. Madama Reale) из-за её французской манеры обращения. Её невестка, Мария Джованна Савойская, когда она стала регентом Савойи после ранней смерти мужа, называла себя Мадам Реале в честь своей свекрови, которая также была регентом Савойи. И это несмотря на то, что отец Мари Жанны не был королем.

## Носители титулаМадам Рояль
- Изабелла (1602—1644);
- Кристина (1644—1663);
- Мария Тереза (1667—1672);
- Мария Луиза Елизавета (1727—1759);
- Мария Тереза (1746—1748);
- Мария Тереза (1778—1792, 1814—1830).